# Günther Grabbert
Günther Grabbert, ook bekend onder Günter, (Schwerin, 15 januari 1931 - Leipzig, 15 december 2010) was een Duitse film-, televisie en toneelacteur. Hij groeide op in het voormalige DDR. Günther werd lid van het Leipziger Schauspielhaus, waar hij vele belangrijke rollen speelde. Na de Wende had hij een literaire programma waarmee hij door geheel Duitsland toerde met teksten van Goethe, Schiller, Ringelnatz und Wilhelm Busch, daarbij begeleid door gitarist Frank Fröhlich. Ook sprak hij veel luisterplaten en -boeken in.
Günther Grabbert kwam uit de amateurtheaterbeweging en speelde zijn eerste rollen in voorstellingen van een groep van de Gesellschaft für Deutsch-Sowjetische Freundschaft in het Poesjkinhuis in Schwerin. Van 1950 tot 1953 volgde hij een acteeropleiding aan het Duitse Theaterinstituut Weimar Schloß Belvedere. Vanaf 1956 was hij lid van het theaterensemble in Leipzig.
Grabbert, die eigenlijk lid was van het Leipziger theater, was een bijzonder actieve acteur in de DDR-bioscoop, bijvoorbeeld in 1962 in Beschreibung eines Sommers van Karl-Heinz Jakobs.
Als stemacteur leende hij zijn Duitse stem onder andere aan Lex Barker.
Op het toneel speelde Günther Grabbert bijna alle grote rollen - Faust, Mephisto, Richard III, Karl Moor, King Lear, Peer Gynt, Galileo Galilei, Goya, Nathan en Falstaff.
Als recitant was hij onderweg met zijn eigen literaire programma's - na de hereniging door heel Duitsland - met teksten van onder andere Goethe, Schiller, Ringelnatz en Wilhelm Busch, meestal begeleid door de gitarist Frank Fröhlich. Zijn optredens zijn ook vastgelegd als plaatopnamen en audioboeken. Een van zijn eerste opnamen in dit verband was een plaat met Josef Čapek's Geschichten vom Hündchen und vom Kätzchen.
In 1986 ontving hij de Nationale Prijs II Klasse voor Kunst en Literatuur als lid van het acteurscollectief van de televisiefilm Ernst Thälmann.
Ook na de hereniging bleef Grabbert werken in film en televisie.

## Filmografie
- 1956: Der Teufelskreis
- 1958: Das Lied der Matrosen
- 1959: Im Sonderauftrag
- 1960: Einer von uns
- 1961: Professor Mamlock
- 1961: Der Fremde
- 1961: Ärzte
- 1963: Beschreibung eines Sommers
- 1964: Der geteilte Himmel
- 1965: Dr. Schlüter
- 1965: Das Risiko
- 1966: Columbus 64
- 1967: Ein sonderbares Mädchen
- 1967: Das Mädchen auf dem Brett
- 1968-1970: Ich - Axel Cäsar Springer
- 1970: Kein Mann für Camp Detrick
- 1970: Weil ich dich liebe
- 1971: Osceola
- 1971: Hut ab, wenn du küßt!
- 1972: Aller Liebe Anfang
- 1972: Der Regimentskommandeur
- 1972: Anfang am Ende der Welt
- 1974: Johannes Kepler
- 1974: ...verdammt, ich bin erwachsen
- 1975: Blumen für den Mann im Mond
- 1976: Requiem für Hans Grundig
- 1977: Graureiher
- 1978: Achillesferse
- 1978: Glücksperlen
- 1979: Tull
- 1980: Früher Sommer
- 1981: Die Stunde der Töchter
- 1983: Abends im Kelch
- 1985: Pobeda
- 1986: Ernst Thälmann
- 1988: Rapunzel oder Der Zauber der Tränen
- 1993: Zirri - Das Wolkenschaf
- 2002: Das Geheimnis meiner Mutter
- 2004: Sehnsucht nach Liebe

## Televisieseries
- 1969: Drei von der K
- 1971: Die Verschworenen
- 1972-1978: Der Staatsanwalt hat das Wort: Alleingang
- 1973: Das unsichtbare Visier
- 1973: Die lieben Mitmenschen
- 1976: Die Lindstedts
- 1982: Rächer, Retter und Rapiere
- 1983-1985: Polizeiruf 110: Traum des Vergessens
- 1985-1988: Zahn um Zahn - Die Praktiken des Dr. Wittkugel
- 1989: Die gläserne Fackel
- 1995: Eine Frau wird gejagt
- 1998: Polizeiruf 110: Live in den Tod
- 1999-2008: In aller Freundschaft
- 2000: Hotel Elfie
- 2002-2004: Freundschaft mit Herz
- 2003: Bella Block - Tödliche Nähe
- 2008: In aller Freundschaft

## Theater
- 1964: Henrik Ibsen: Peer Gynt (Peer Gynt) – Regie: Karl Kayser (Leipziger Schauspielhaus)
- 1976: Bertolt Brecht: Leben des Galilei (Galilei) – Regie: Joachim Tenschert (Leipziger Schauspielhaus)

## Hoorspelen en reportages
- 1966: William Shakespeare: Der Sturm (Galiban) – Regie: Fritz Göhler (hoorspel – Rundfunk der DDR)
- 1969: Rolf Schneider: Krankenbesuch – Regie: Theodor Popp (hoorspel – Rundfunk der DDR)
- 1970: Ralph Knebel: Und nicht vergessen warum (Jakob Berger) – Regie: Fritz Göhler (hoorspel – Rundfunk der DDR)
- 1970: Gerhard Bengsch: Krupp und Krause – Regie: Walter Niklaus (hoorspel (3 delen) – Rundfunk der DDR)
- 1976: Helmut Richter: Alfons Köhler (Alfons Köhler) – Regie: Walter Niklaus (hoorspel – Rundfunk der DDR)
- 1987: Gerhart Hauptmann: Vor Sonnenuntergang – Regie: Walter Niklaus (drama – Rundfunk der DDR)
- 1999: Ed Stuhler: Der Wunsch, geliebt zu werden, löst die Verwandlung aus – Die Lebenswelten der Gisela May – Regie: Rainer Schwarz (radio-reportage – MDR)
- 1999: Isaak Babel: Die Reiterarmee (Rabbi Motale) – Regie: Joachim Staritz (hoorspel (3 delen) – MDR/DLR)
- 2002: Samuel Shem: House of God – Regie: Norbert Schaeffer (hoorspel – MDR)
- 2004: Rolf Schneider: Die Affäre d'Aubray (Richter) – Regie: Walter Niklaus (hoorspel – MDR/RBB)
- 2006: Alexander Schnitzler: Die Zwölf vom Dachboden – Regie: Bernhard Jugel (kinderhoorspel – MDR)

## Discografie
- Geschichten vom Hündchen und vom Kätzchen. Für Kinder geschrieben von Josef Capek
- Der Soldat und das Feuerzeug. Musical für Kinder von Heinz-Martin Benecke und Thomas Bürkholz
- Günter Grabbert spricht Wilhelm Busch (1)
- Günter Grabbert spricht Wilhelm Busch (2)
- Dick Francis: Zügellos. hoorspelbewerking gebaseerd op de roman Zügellos: Alexander Schnitzler. Regie: Klaus Zippel, Produktie: MDR en SWR, 2002, muziek: Pierre Oser, 1 cd, duur: circa. 71 minuten. Der Audio Verlag, Berlin 2003, ISBN 3-89813-26-6-8.